# Анастасіос Хараламбіс
Анастасіос Хараламбіс (грец. Αναστάσιος Χαραλάμπης, 1862 — 11 березня 1949) — грецький генерал-лейтенант і тимчасовий прем'єр-міністр Греції упродовж одного дня у вересні 1922 року.

## Життєпис
Народився в Калавриті 1862 року. Після навчання у Грецькій військовій академії 1884 року був призначений другим лейтенантом артилерії. 1888 року отримав звання лейтенанта, а 1895 — капітана. Брав участь у Першій греко-турецькій війні. 1908 року отримав звання майора, 1910 — підполковника та 1913 — полковника. Під час Балканських війн 1912—1913 років обіймав посаду начальника штабу 1-ї піхотної дивізії в Македонії, потім — 4-ї піхотної дивізії в Епірі, а згодом повернувся до 1-ї дивізії для керівництва операціями в Болгарії під час Другої Балканської війни.
1914 року був призначений на пост начальника штабу 2-го армійського корпусу, а згодом — на пост директора Артилерійського бюро та військового міністра. 1917 року отримав звання генерал-майора, а за рік — генерал-лейтенанта.
Після невдалої кампанії проти турків в Анатолії було усунуто від влади кабінет Петроса Протопападакіса, Греція поринула в політичну кризу. 11 вересня 1922 року стався військовий переворот під проводом про-венізелістськи налаштованих офіцерів, що призвів до зречення короля Костянтина I та усунення від влади прем'єра Ніколаоса Триандафілакоса. Формування нового уряду було вирішено доручити Александросу Заімісу, а Хараламбіс мав очолити військове відомство. Оскільки Заіміс перебував за межами країни, на пост тимчасового глави уряду був призначений Сотиріос Крокідас. Втім останній не зміг прибути до Афін того ж дня, тож Хараламбіс був приведений до присяги на одну добу.